# (200203) 1999 SJ15
(200203) 1999 SJ15 es un asteroide perteneciente al cinturón de asteroides, descubierto el 30 de septiembre de 1999 por el equipo del Catalina Sky Survey desde el Catalina Sky Survey, Arizona, Estados Unidos.

## Designación y nombre
Designado provisionalmente como 1999 SJ15.

## Características orbitales
1999 SJ15 está situado a una distancia media del Sol de 2,595 ua, pudiendo alejarse hasta 3,111 ua y acercarse hasta 2,079 ua. Su excentricidad es 0,198 y la inclinación orbital 12,96 grados. Emplea 1527,25 días en completar una órbita alrededor del Sol.

## Características físicas
La magnitud absoluta de 1999 SJ15 es 15,5.